# Rockne S. O'Bannon
Rockne S. O'Bannon (12. siječnja 1955.) je televizijski producent i pisac.
Poznat je kao tvorac znanstveno-fantastičnih serija Alien Nation, SeaQuest DSV, i Farscape.

## Popis serija u čijem stvaranju je sudjelovao
- The Triangle
- Farscape
- Alien Nation
- SeaQuest DSV
- Nevjerojatne priče
- Fear
- Zona sumraka

## Vanjske poveznice
- Rockne S. O'Bannon u internetskoj bazi filmova IMDb-u (engl.)